# デカダンス

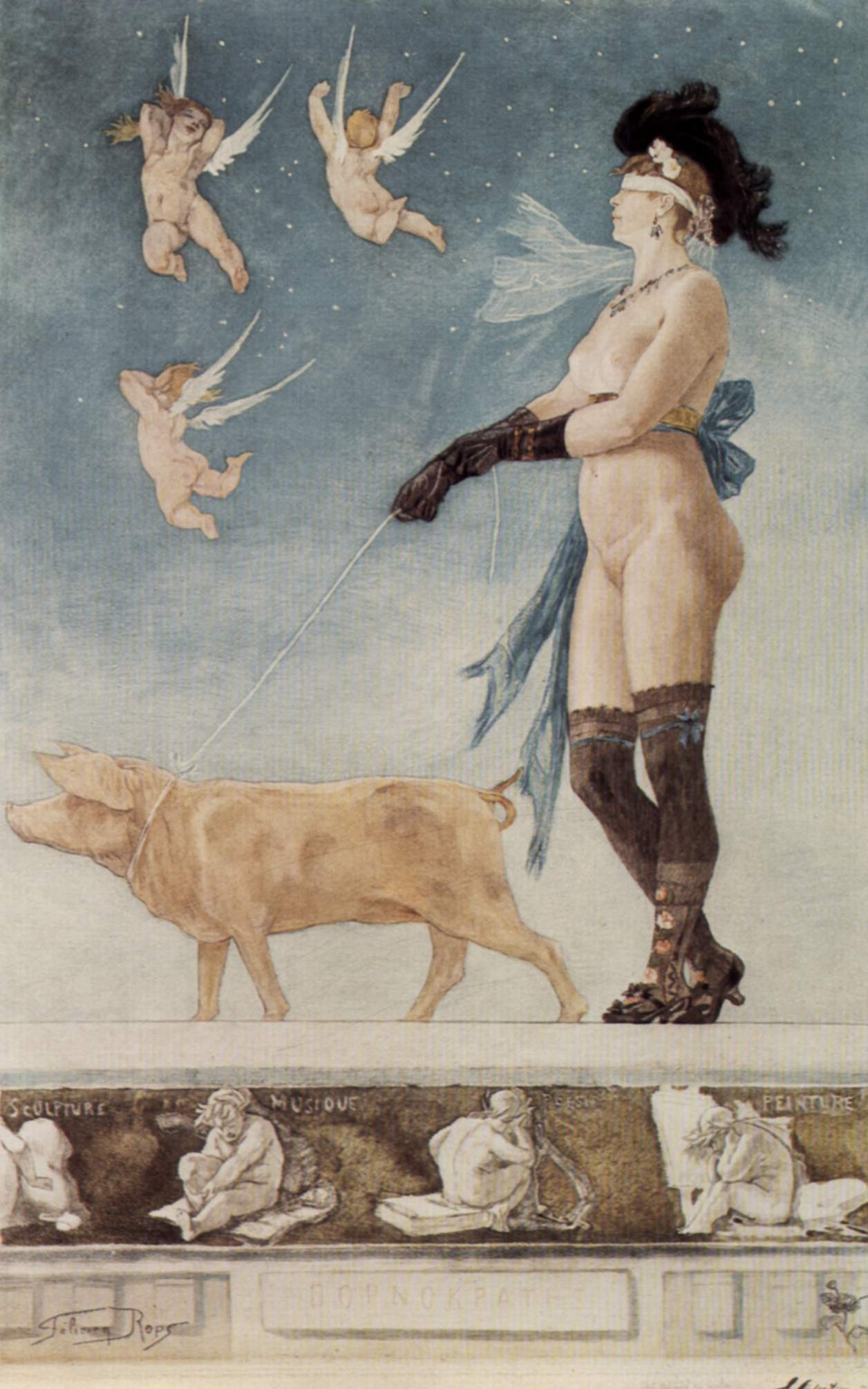
フェリシアン・ロップス『ポルノクラテス』（技法：エッチング&アクアチント）

デカダンス（フランス語: décadence）とは、退廃的なことである。特に文化史上で、19世紀末に既成のキリスト教的価値観に懐疑的で、芸術至上主義的な立場の一派に対して使われる。
フランスのボードレール、ランボー、ヴェルレーヌ、ベルギーのフェリシアン・ロップス、イギリスのワイルドらを指す（デカダン派を参照）。